# 北列治文 (維多利亞州)
北列治文（英語：North Richmond）是澳洲維多利亞州墨爾本的一個郊區，鄰近北列治文火車站，位於雅拉市地方政府行政區內。
列治文維多利亞街郵政局於1906年11月3日啟用，並於1924年更名為列治文北郵政局。早期另有列治文北郵局於1873至1880年間營業。